# Krunoslav Kordić
Krunoslav Kordić (Šurmanci, Čapljina, 1. veljače 1949.) je hrvatski političar i ekonomist.
Osnovnu školu je završio u Međugorju, a Opću gimnaziju u Čapljini. Nakon srednje škole odlazi u Zagreb gdje nakon 4 godine diplomira ekonomiju na Ekonomskom fakultetu u Zagrebu. Još 1971. godine sudjeluje kao student u Hrvatskom proljeću.
Nakon završetka Ekonomskog fakulteta, vraća se u rodnu Čapljinu. Ubrzo dobiva posao u "Bregavi" u Čapljini, gdje nakon par godina dolazi do pozicije glavnog direktora. Početkom ratnih godina u Čapljini, Krunoslav Kordić se politički aktivira u sklopu HDZ BiH (Hrvatske demokratske zajednice), gdje sudjeluje u Općinskom vijeću. Svoju karijeru nastavlja kao gradonačelnik Općine Čapljina. Na toj je poziciji do 22. prosinca 1999. godine kad ga kao još jednog u nizu hrvatskih političara smjenjuje Visoki predstavnik BiH Wolfgang Petritsch. 
Krunoslav Kordić nakon zabrane političkog djelovanja u BiH, odlazi u Zagreb gdje se pojavljuje na listi HDZ-a za XI. izbornu jedinicu Hrvatskog sabora. Nakon izbora i velikog trijumfa HDZ-a u XI. izbornoj jedinici sudjeluje kao oporbeni zastupnik HDZ-a u Hrvatskom saboru. U Hrvatskom saboru sudjeluje kao član Odbora za useljeništvo. Nakon pada "Račanove vlade" 22. prosinca 2003. godine, Krunoslav Kordić napušta politiku i političko djelovanje te odlazi u mirovinu.